# 19-es busz (Kecskemét)
A kecskeméti 19-es jelzésű autóbusz a Vasútállomás és Miklóstelep között közlekedik. A viszonylatot a Kecskeméti Közlekedési Központ megrendelésére az Inter Tan-Ker Zrt. üzemelteti.

## Útvonala
| Miklóstelep felé | Vasútállomás felé |
| --- | --- |
| Vasútállomás vá. – Kodály Zoltán tér – Bethlen körút – Rákóczi út – Koháry István körút – Hornyik János körút – Széchenyi tér – Szilády Károly körút – Kölcsey utca – Petőfi Sándor utca – Dózsa György út – Izsáki út – Vízmű utca – Sutus sor – Miklóstelepi út – Miklóstelep vá. | Miklóstelep vá. – Miklóstelepi út – Sutus sor – Vízmű utca – Izsáki út – Dózsa György út – Petőfi Sándor utca – Dobó István körút – Batthyány utca – Katona József tér – Csányi János körút – Rákóczi út – Bethlen körút – Kodály Zoltán tér – Vasútállomás vá. |

## Megállóhelyei
Az átszállási kapcsolatok között az azonos útvonalon közlekedő 15-ös busz nincsen feltüntetve.
| 0  | Vasútállomás végállomás         | 23 | 1, 2D, 2S, 7, 7C, 12D, 15, 19, 21, 21D, 22, 25, 32 Helyközi buszok Távolsági járatok S210 S220 sebesvonat, gyorsvonat, InterRégió, IC, expresszvonat Bethlen körút: 18, 20H, 22, 23 |
| 2  | Cifrapalota                     | 21 | 1, 2D, 2S, 4, 4A, 4C, 7, 7C, 12, 18, 20H, 23, 32 Helyközi buszok |
| 4  | Piaristák tere                  | ∫  | 1, 2D, 2S, 7, 7C, 9, 11, 11A, 16, 32, 169, 916 Helyközi buszok |
| ∫  | Katona József Színház           | 19 | 1, 2, 2A, 2D, 2S, 3, 3A, 4, 4A, 4C, 6, 7, 7C, 11, 11A, 12, 13, 13K, 18, 20H, 23, 28, 32 Helyközi buszok                                                                             |
| ∫  | Dobó körút                      | 17 | 1, 2, 2A, 2D, 2S, 4, 4A, 4C, 6, 7, 7C, 11, 11A, 13, 13K, 28, 32 Helyközi buszok |
| 8  | Katona Gimnázium                | 15 | 1, 11, 11A, 22 Helyközi buszok |
| 10 | Kodály Iskola                   | 13 | 1, 5, 11, 11A, 22 Helyközi buszok S210 (Kecskemét-Máriaváros) |
| 12 | Egyetem (GAMF)                  | 11 | 1, 5, 11, 11A, 22 Helyközi buszok |
| ∫  | Vízmű utca                      | 9  | 1, 1D, 11, 11A Helyközi buszok |
| 15 | SOS Gyermekfalu                 | 7  | 11, 11A, 15D |
| 18 | Sutusfalu                       | 5  | 15D, 29 |
| 19 | Széles köz                      | 4  | 15D, 29 |
| 20 | Miklóstelepi bejáró út          | 3  | 15D, 29 S210 (Miklóstelep) |
| 21 | Miklóstelep, határút            | 2  | |
| 22 | Miklóstelep, bolt               | 1  | |
| 23 | Miklóstelep, forduló végállomás | 0  | |